# Sala Grieg
El Grieg Hall (inglés) o Grieghallen (noruego), traducible al español como Sala Grieg, es una sala de conciertos con un aforo de 1.500 localidades en Bergen, Noruega. Fue sede del Festival de Eurovisión en 1986. 
La sala lleva el nombre del compositor noruego nacido en Bergen Edvard Grieg, que fue director musical de la Orquesta Filarmónica de Bergen desde 1880 hasta 1882. 
El Grieg Hall también es famoso por ser estudio de grabación y centro de encuentro para la comunicad del Black metal, ya que muchas bandas importantes como Burzum, Mayhem o Immortal grabaron allí sus primeros discos con la discografía Deathlike Silence Productions y con Pytten como técnico de sonido.